# Distretto di Acıpayam
Il distretto di Acıpayam (in turco Acıpayam ilçesi) è uno dei distretti della provincia di Denizli, in Turchia.